# Gemellipora limbata
Gemellipora limbata is een mosdiertjessoort uit de familie van de Pasytheidae. De wetenschappelijke naam van de soort is voor het eerst geldig gepubliceerd in 1873 door Smitt.